# Килл-Ван-Калл
Килл-Ван-Калл (англ. Kill van Kull) — пролив в штате Нью-Йорк между островом Статен и полуостровом Берген-Нек.

## История
Согласно исследованию, проведённому в 1981 году инженерными войсками США, пролив, по-видимому, образовался после схода ледников в плейстоцене.
В Килл-Ван-Калле наряду с проливом Артур-Килл вплоть до начала XX века активно разводились и добывались устрицы. Так, в XIX веке для удовлетворения возрастающего спроса устрицы в нью-йоркские проливы завозились из заводей Виргинии. В 1850-м годам на добыче устриц было занято около тысячи рабочих. В 1916 году ввиду загрязнения пролива сточными водами устриц Килл-Ван-Калла поразила эпидемия тифа. Это привело к значительному сокращению их численности. В январе 1920 года газета The New York Times писала:

Устрицы, некогда бывшие в изобилии и считавшиеся доступной пищей, постепенно переходят в категорию роскоши и вскоре станут деликатесом.
Оригинальный текст (англ.)Oysters, once plentiful and considered a frugal repast, are gradually being classed as luxuries and will soon become a delicacy.

## Описание
Длина пролива составляет около 5 километров, ширина — около 300 метров. Килл-Ван-Калл соединяет бухты Аппер-Нью-Йорк-Бей и Ньюарк.
Через пролив проходит Бейоннский мост. Килл-Ван-Калл является наиболее загруженной водной артерией в регионе: по нему из порта Ньюарка-Элизабет регулярно ходят нефтяные танкеры и контейнеровозы.
Название пролива имеет голландское происхождение и переводится как «канал от низины».